# Khita
Khita de vegades Hita (en elamita 𒄭𒋫𒀀 hi-ta-a) va ser governador de Susa i l'onzè rei de la dinastia d'Awan d'Elam, cap al 2280 aC. Probablement era l'avi del famós governant elamita Puzur-Inshushinak.
El Regne d'Elam havia estat sota el domini d'Accad, almenys durant períodes intermitents, des de l'època de Sargon d'Accad. Se sap que Khita va signar un tractat de pau amb Naram-Sin d'Accàdia, on deia que "l'enemic de Naram-Sin és el meu enemic, l'amic de Naram-Sin és el meu amic". La inscripció es va descobrir a Susa. S'ha suggerit que el tractat formal va permetre a Naram-Sin tenir pau a les seves fronteres orientals, de manera que es va poder dedicar a fer front amb més eficàcia a l'amenaça dels Gutis.
El tractat suggereix que Khita va proporcionar tropes elamites a Naram-Sin, i que va casar la seva filla amb el rei d'Accad. També que va acceptar col·locar estàtues de Naram-Sin als santuaris de Susa. De fet, és ben sabut que Naram-Sin va tenir una influència important sobre Susa durant el seu regnat, on va construir temples i va deixar inscripcions amb el seu nom. Devia ser Naram-Sin qui va aconseguir que la llengua accàdia substituís l'elamita en els documents oficials.
Aquesta inscripció és el primer document oficial conegut en llengua elamita, encara que utilitza l'escriptura cuneïforme pròpia de la llengua accàdia.